# دیوید ونول
دیوید ونول (انگلیسی: David Vanole; ۶ فوریهٔ ۱۹۶۳ – ۱۵ ژانویهٔ ۲۰۰۷) بازیکن و مربی فوتبال اهل ایالات متحده آمریکا بود.
وی همچنین در تیم ملی فوتبال ایالات متحده آمریکا بازی کرده‌است.